# Helenesee
Helenesee – jezioro w Niemczech, w Brandenburgii, na południowym skraju Frankfurtu nad Odrą, w dzielnicy Markendorf. Jedno z miejsc wypoczynku mieszkańców miasta i okolic.
Z uwagi na rozległe plaże i popularność turystyczną nazywane Małym Bałtykiem (Die kleine Ostsee). Akwen ma dobre warunki do nurkowania – widoczność przy sprzyjających warunkach dochodzi do 12 metrów. Nad brzegami znajduje się kemping, wypożyczalnie sprzętu wodnego i sportowego, a także miejsca noclegowe o różnym standardzie.